# Sungnyung

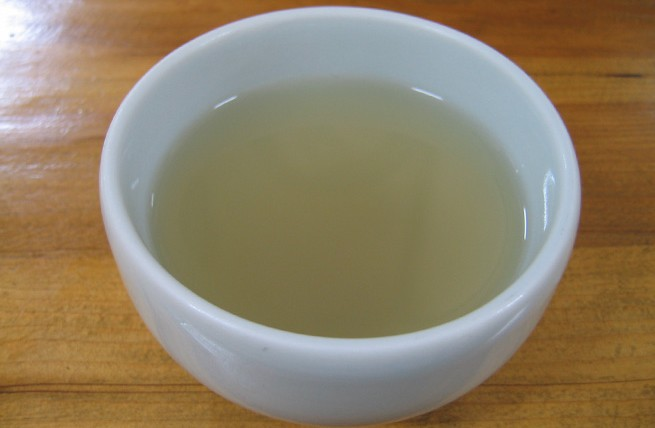
Bol de sungnyung.

Le sungnyung (숭늉) est une boisson traditionnelle coréenne à base de riz roussi. Le sungnyung est consommé par certains Coréens comme petit déjeuner régulier. Toutefois, cette boisson est généralement servie après un repas.

## Préparation

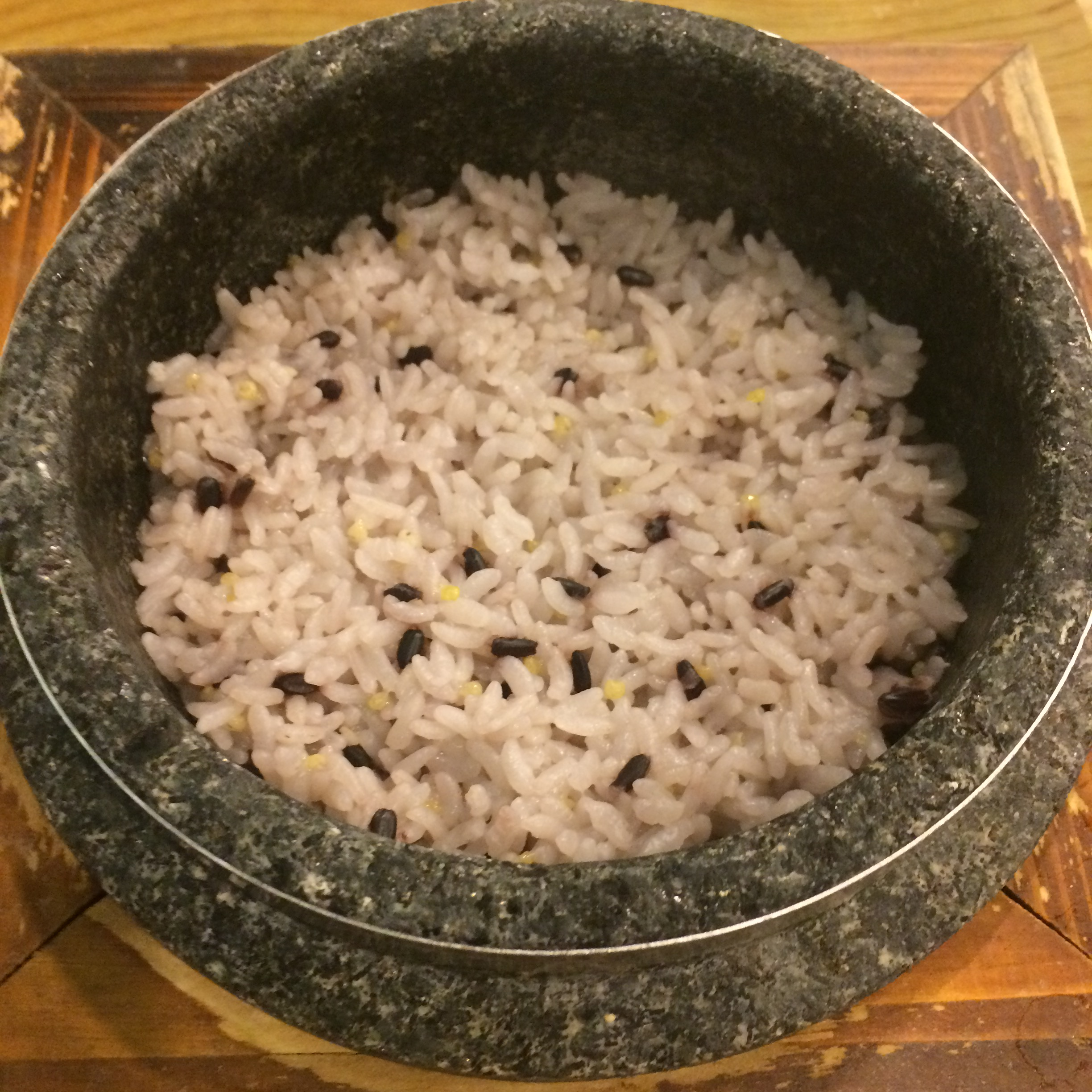
Préparation de sungnyung.

Cette boisson est fabriquée à partir du nurungji, la croûte de riz torréfiée qui se forme sur le fond d'un pot après la cuisson du riz. De l'eau est versée sur cette croûte brune et le tout est bouilli et laissé à mijoter afin que l'eau s'imprègne des saveurs du riz.
Cette boisson est souvent fabriquée en utilisant une marmite traditionnelle en fer, s'apparentant à une cocotte, les cuiseurs de riz ne laissant généralement pas de croûte de riz après cuisson.

## Histoire
Le sungnyung est une préparation traditionnelle ancestrale coréenne qui a remplacé le thé de Chine ou du Japon. Il n'existe notamment pas d'équivalent de cette préparation culinaire ni en Chine où le riz est cuit différemment ni au Japon qui utilise pourtant la même technique de cuisson.
La méthode de préparation répond historiquement à deux objectifs : permettre un nettoyage facile du récipient ayant cuit le riz et obtenir une boisson.
Avec l'avènement des cuiseurs de riz, la consommation de sungnyung a diminué, entraînant une certaine nostalgie. Toutefois, à la fin du XXe siècle, le sungnyung a connu un regain de popularité et de nombreux cuiseurs de riz ont désormais la possibilité de préparer le sungnyung. On peut trouver dans certains supermarchés du nurungji sous forme de poudre permettant la préparation rapide de sungnyung par simple ajout d'eau bouillante.